# ジャロン・コリンズ
ジャロン・トーマス・コリンズ（Jarron Thomas Collins, 1978年12月2日 - ）はアメリカ合衆国カリフォルニア州ノースリッジ出身の元バスケットボール選手。現在はNBAのニューオーリンズ・ペリカンズのアシスタントコーチを務めている。身長211cm、体重113kg。現役時代のポジションはパワーフォワード/センター。

## 経歴
スタンフォード大学から、2001年のNBAドラフトでユタ・ジャズから全体の53番目で指名を受けNBA入りした。
新人の年は、70試合中68試合で先発を務め、1試合平均6.4得点、4.2リバウンドの成績を残した。2年目の02-03シーズンは、膝の故障で22試合の出場に留まった。その後、カルロス・ブーザーやメメット・オカーのバックアップとして2008-09シーズンまでプレーした。
2009-10シーズン前、フェニックス・サンズにFA移籍した。
2011年、ロサンゼルス・クリッパーズ、後にポートランド・トレイルブレイザーズに移籍。
2014-15シーズンから、ゴールデンステート・ウォリアーズのアシスタントコーチに就任。ドレイモンド・グリーンやフェスタス・イジーリなどの指導に携わり、2014-15シーズンのウォリアーズのNBAチャンピオンに貢献。2016-17シーズン、2017-18シーズンもチャンピオンに輝いた。